# 板垣征四郎
板垣 征四郎（いたがき せいしろう、1885年（明治18年）1月21日 - 1948年（昭和23年）12月23日）は、日本の陸軍軍人。最終階級は陸軍大将。栄典は正三位・勲一等・功二級。満洲国軍政部最高顧問、関東軍参謀長、陸軍大臣などを務めた。
関東軍高級参謀として石原莞爾とともに満洲事変を決行し、第二次世界大戦においては第7方面軍司令官を務め、関東軍防疫給水部（731部隊）の設立にも関わった。戦後の極東国際軍事裁判にてA級戦犯として死刑判決を受け処刑された。

## 生涯

### 家系
征四郎の曽祖父・佐々木伊兵衛は、盛岡藩上士（御徒目付を務めた）。
征四郎の祖父・佐々木直作（文化14年〈1817年〉- 明治27年〈1894年〉）は、漢学の素養が深く、嘉永3年（1850年）に侍講として盛岡藩に出仕し、藩校作人館助教を経て、明治元年（1868年）に盛岡藩首席家老・楢山佐渡が鳥羽・伏見の戦いの直後に上洛した際に 勘定奉行 兼 京都留守居役 として随行するなど、藩の中心人物の一人であった。戊辰戦争の秋田戦争で盛岡藩が敗れると、新政府により藩の責任者として楢山佐渡、那珂通高と共に江戸の増上寺に幽閉され、後に釈放されると岩手郡沼宮内の地に隠遁し、苗字を換えて板垣桑蔭を名乗った。なお、著名な政治家である板垣退助と征四郎の間に血縁関係はない。征四郎は日記の中で「祖父桑蔭は聖賢に近し」「文武兼備の聖人」「儒学の蘊奥（）を究めた」と記しており、非常に尊敬していた様子が伺える。
征四郎の父・板垣政徳は、明治2年（1869年）10月21日に家督を継ぎ、気仙郡郡長や女学校校長を務めた。明治・三陸大津波の犠牲者を慰霊する慰霊塔（大海嘯記念碑）の撰文は政徳が揮毫したものである。家の宗旨は日蓮宗であった。

### 出自
1885年（明治18年）1月21日、岩手県岩手郡沼宮内村（現・岩手町）で出生。仁王尋常小学校、盛岡中学校、仙台陸軍地方幼年学校、陸軍士官学校（16期）で学び、陸軍大学校（28期）を卒業。
盛岡中学では三級上に米内光政、一級上に金田一京助や及川古志郎、野村胡堂などが、一級下には石川啄木がいた。2年生（1898年度）当時は、全校で17人の特待生の一人で、この年度の学業成績平均は85点だった。
陸軍幼年学校時代は生徒監だった大越兼吉から厳しい訓育を受けた。大越は日露戦争の奉天会戦で戦死したが、後に征四郎は大越の遺児である喜久子と結婚した。陸軍士官学校は第16期で岡村寧次や土肥原賢二、永田鉄山、小畑敏四郎らと同期で交友も深く、板垣も二葉会、一夕会に所属していた。

### 満洲時代

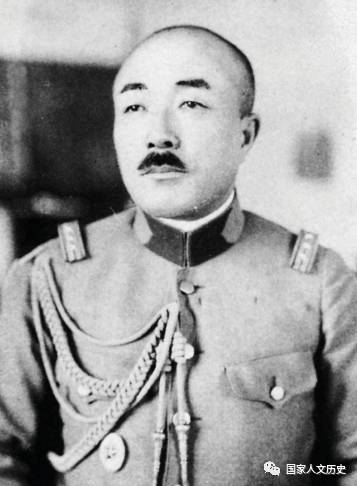
関東軍高級参謀時代

1929年（昭和4年）に関東軍の高級参謀に就任。1931年（昭和6年）、石原莞爾らと謀り柳条湖事件を起こし、満洲事変を実行した。満洲事変における関東軍の行動は、宇垣一成派が追放された後に陸軍の実権を握っていた一夕会系中堅幕僚層からの支持を受け、永田鉄山軍事課長、岡村寧次補任課長、参謀本部の東条英機編成動員課長、渡久雄欧米課長などが、関東軍の活動を有利にさせる方向で動いた。
1932年（昭和7年）、軍司令部付で満洲国の執政顧問・奉天特務機関長となった。しかし同年の荒木貞夫による皇道派人事で関東軍司令官に武藤信義大将、参謀長に小磯國昭中将、参謀副長に岡村寧次少将が就任し満洲組が左遷されると、この頃の板垣にはもはや関東軍を牛耳る力はなかったとされる。熱河作戦では天津特務機関長となり、反蔣介石勢力によるクーデターを起こさせる「北支親日政権」樹立のための調略活動に従事したが失敗し、ヨーロッパ出張を命じられた。しかしその後永田ら統制派が陸軍内部の主導権を奪い返すと満洲組も復活し、ヨーロッパから帰国した後は満洲国軍政部最高顧問（1934年8月 - 12月）、関東軍参謀副長兼駐満大使館附武官（1934年12月 - 1936年3月）、関東軍参謀長（1936年3月 - 1937年3月）を歴任した。

#### 満洲国独立
満洲事変勃発の前月、大連市のヤマトホテルで開かれた有力者による会合において板垣は、「将来の世界は、大国だけが存在し、他の小国は経済的に従属の地位に落とされる。確実な資源の供給地と、製品の販路を持たない国は、経済的に独立することができない。日本が満洲を失えば、重工業の基礎は破滅だ。満洲は戦略的拠点だ。現在の情勢では、日ソ戦争は北満で起きる。大日本建国には満洲は絶対に必要な戦略拠点だ。」と語っている。また、関東軍参謀長時代には「満洲帝国は治安ますます良好で、庶政は発展している。満洲国は日、鮮、満、漢、蒙の五族協和の国だ。満洲三千余万の人口中、日本人は僅か五十万人である。これでは心細い。二十年間、百万戸、五百万人の日本移民が実現されなければならない。」と述べ、関東軍主導による満洲農業移民百万戸移住計画を推し進めた。
また満洲国独立に際し、上海公使館付陸軍武官補佐官だった田中隆吉少佐（後に少将）に「満洲独立に対する列国の目をそらすため、上海でことをおこせ」と資金2万円を供与するとともに工作を命じた。その結果起きたのが第一次上海事変のきっかけとなる上海日本人僧侶襲撃事件であった。
東京裁判において田中は、「板垣閣下は……関東軍がもっておりました内面指導権というものをいかんなく行使せられまして、巧みに満洲国をコントロールされました。」と述べるなど、満洲国における板垣の影響力の大きさを語っている。

#### 「分治合作」論
岡田内閣は対中融和的な外相・広田弘毅の「広田三原則」を持って軍部を牽制しようとしたが、対中政策に関わる関東軍ら出先軍部の高級幕僚は「支那は統一せらるべきものに非ざること」と考え華北分離工作を進めていた。
満洲時代の板垣は、いわゆる「分治合作」論を唱え、対中工作の指針とした。つまり、蔣介石政権は財政的基盤を英米に依存しているため日本と親善関係に入ることはなく、日ソ戦争が起きた場合も中国はソ連側に立つ公算が高いと考えた。そして、政府の対中政策を批判し、「…その要点は支那大陸を人文及び地文上の見地に基づき分立せしめ」、日本は分立した個々の地域と直接提携を結び、日本の国力によって各地域間の対立相克を防ぎ、各地域内の平和の維持と民衆の経済的繁栄をはかり、究極的には日・満・華、三国提携の実績を挙げるべきであるとした。

#### 関東軍による内蒙工作

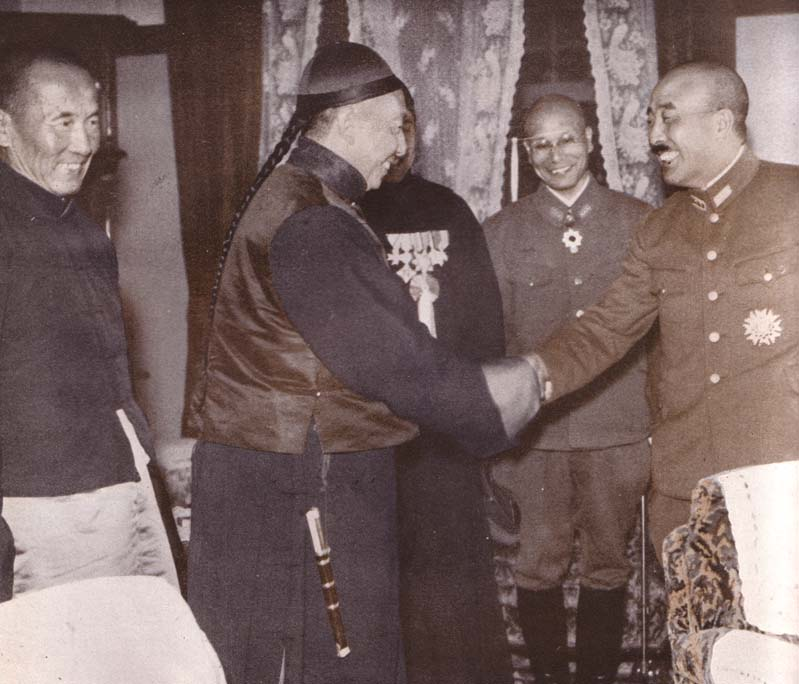
徳王と会見する板垣（1938年10月20日）

ソ連・中国の連帯と中国への共産主義の浸透を危惧する板垣ら関東軍の幕僚は内蒙古の工作を進め、内モンゴル独立運動の指導者、デムチュクドンロブ（徳王）を支援して、関東軍参謀長の機密費の流用や冀東防共自治政府による特殊貿易の収入を充てるなどの援助により蒙古軍政府を組織させ、綏遠事件を起こした。こうした関東軍の急進的な活動に批判的でこれを止めようとした石原莞爾参謀本部戦争指導課長は関東軍本部を訪問し、陸軍中央部の指示に反する内蒙工作を中止するよう要望したが、武藤章第二課長以下の関東軍幕僚は冷笑的な態度で接し、また工作の主導者である板垣はかつての上司であり、石原の「二度と柳の下に泥鰌はいない」という忠告も無視したため、陸軍中央による統制の試みは失敗した。

### 支那事変以降

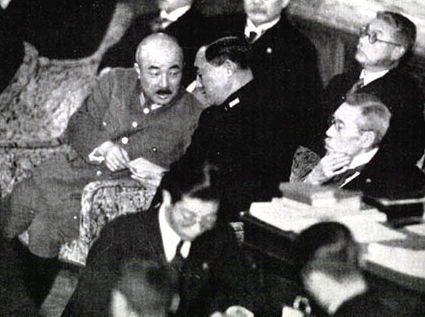
衆議院予算総会の大臣席で言葉を交わす板垣と米内、米内の右が平沼総理（1939年1月27日）

支那事変（日中戦争）では第5師団師団長として出征する。平型関と忻口鎮（きんこうちん）の戦闘では、険しい地形を生かした林彪らの八路軍に阻まれ多くの死傷者を出す。1937年11月9日、第20師団の救援により、山西省太原市を占領した。
張作霖爆殺事件・満洲事変・支那事変等の重大事件が相次いで発生すると、中国の現地事情に精通した支那通の軍人が求められるようになっていった。また、地方軍閥がなお割拠する中国の戦場では、欧州の近代的軍事技術はあまり役に立たないので、『豪傑型』が多い支那通軍人の陸軍内部でのステータスは相対的に高まっていった。
こうした中、第一次近衛改造内閣で1938年6月3日、陸相兼対満事務局総裁に就任。これには林内閣で組閣工作に失敗した十河信二の近衛への進言があった。日支和平に積極的な満洲組の総帥である板垣を牽制すべく、陸軍次官梅津美治郎（陸士15期で板垣の1期先輩）は統制派の総帥だった東条（17期）を自分の後任次官にさせた。一方陸軍省での勤務経験が無い板垣も自ら事務に堪能な東条を次官に求めた経緯があり、奇しくも両者の要求が一致した格好である。のちに戦線の拡大か不拡大かで東条と多田駿参謀次長が争い、板垣は多田と意を通じるも、「喧嘩両成敗」として両者を更迭した。平沼内閣総辞職に伴い陸相を退任する際、自らの後任に推したのは多田であったが、それは叶わず畑俊六が就任することとなった。
陸相在任中は宇垣一成外相による日華和平交渉に際しては、「蔣介石の下野」を講和の条件とする強硬論をぶち上げ、結果として交渉不成立の原因を招いた。当時の蔵相であった池田成彬は和平交渉に賛成であったはずの板垣の行動に対して、「次官以下のところに非常な強硬論者があって、それが板垣君を引きずっていたように自分は思う」と語っている。陸軍の下克上の中で、板垣は宇垣や池田の期待していたほどの役割を果たせなかった。

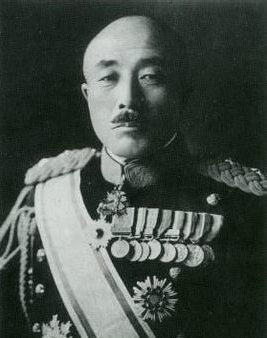
板垣中将

#### 張鼓峰事件とノモンハン事件
張鼓峰事件では板垣は昭和天皇に対し武力行使の裁可を求めた。天皇が「関係大臣との連絡はどうか」と問うと板垣は、宇垣一成外相も米内光政海相も賛成であると答えた。しかし二人とも反対であると知っていた天皇は「自分をだますのか」と怒り、更に柳条湖事件などの陸軍の独断専行に不信を抱いていた天皇は「今後は朕の命令なくして一兵だも動かすことはならん」と、板垣達を叱責した。しかしこの時板垣は天皇の意を忖度した閑院宮参謀総長が奏上を取りやめていたこと、またそのことが参謀本部から陸軍省に通告されなかったこと、更に同意を取り付けたと思われていた宇垣外相が翻意していたことを聞かされていなかったとの稲田正純の証言がある。平沼内閣でも陸相に留任。ノモンハン事件では参謀本部の不拡大方針を無視した関東軍参謀の辻政信の独走を「まあいいじゃないか」と黙認した。また、「一個師団位いちいちやかましくいわないで、現地に任せたらいいではないか」と、関東軍の作戦行動を承認した。

#### 防共協定強化問題
1938年8月26日、防共協定強化問題について五相会議が開かれた。ナチス・ドイツはこの協定を強力な軍事同盟とし、同盟の対象をソ連以外の英・仏等にも拡大しようと提案してきたが、独伊に協調的な板垣と、英米仏等にまで拡大することに否定的な宇垣外相とが対立した。11月11日にも五相会議が開かれ、英仏等のみを対象するものではないと決定されたが、これを受けた大島浩駐独大使が反発。そこで12月初めに五相会議を開いたところ板垣は、5月、11月の五相会議も対象として英仏等を含むという決定をしていたと言い出した。他の大臣はこれを批判したが板垣が反発したため、結局何も決まらないままに終了した。一方その同時期の五相会議において、ナチスが排斥するユダヤ人を日本においても排斥するわけではない、との猶太人対策要綱を発議、従来方針を再確認してもいる。また、ドイツに駐在していた河辺虎四郎が「内閣の崩壊を賭しても（陸相辞任、そして不推挙による内閣総辞職）、左右いずれか明らかな態度を示してもらいたい」と具申してきたことに対し温厚な板垣には珍しく強く叱責しており、板垣には内閣を潰してもやるという意図は無かったようである。
1939年7月5日、陸軍内の人事異動案について天皇の事前承諾を得るための報告中、寺内寿一軍事参議官のドイツ派遣を「防共強化を精神的に強く結合する意味」でも必要と述べたことから、これに不快感を覚えた天皇から「お前は自分の考をよく知っているじゃあないか。この前も軍事参議官の会議で、外務大臣は軍事協定に賛成である、という虚構の事実を報告している。まことにけしからん」と叱責され、更に天津問題での板垣の返答ぶりに怒った天皇は「お前はどうも頭が悪いじゃないか」とまで述べている。

#### 桐工作

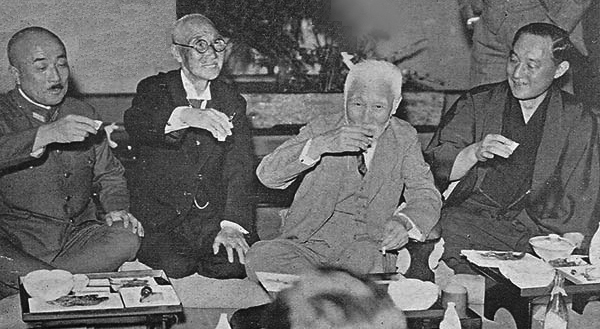
東京の料亭で開かれた謝恩会で盛岡中学時代の恩師・冨田小一郎（左から二人目）を囲む板垣陸相（最左）と米内海相（最右）。政治的立場も思想も異なる米内は同郷出身の先輩で、板垣とはなにかとウマが合った（1939年6月3日）

「桐工作」では板垣は「蔣介石の下野」でなく蒙疆･華北への防共駐屯を求めたり、日本側は汪精衛・蔣介石政府の合作を日本が仲介する事で蔣介石・汪精衛・板垣征四郎の会談を要求したが、実現しなかった。板垣は一度は敵対していた蔣介石と和睦を考えたのである。

#### 東亜連盟
独ソ不可侵条約成立による平沼内閣倒壊で陸相を退き、支那派遣軍総司令部の初代総参謀長となってからは1939年9月15日の満洲国承認記念日の演説で東亜連盟を強調し、宮崎正義の東亜連盟論と杉浦晴男の東亜連盟建設綱領に題字をおくり、第二次近衛声明（東亜新秩序声明）がこれに沿うものとするなど東亜連盟論者であった。板垣を慕った本部附きの辻政信とともに起草した 「派遣軍将兵に告ぐ」 で日満支三国による東亜連盟結成を訴え、板垣と会談した宮崎らは嘱託となり、辻の部下津野田知重は同じ派遣軍勤務の三笠宮崇仁親王とのちに東条暗殺を計画するなど支那派遣軍は和平工作の拠点となった。

#### 朝鮮軍司令官から第七方面軍司令官へ
1941年（昭和16年）7月に大将に昇進したと同時に朝鮮軍司令官となる。朝鮮軍司令官となってからも東亜連盟運動に関与しており朝鮮の活動家青年達とも接触を持ったが、司令官としては朝鮮総督の小磯国昭や朝鮮総督府政務総監らと共調した内鮮一体の植民政策を押し進めた。直接戦局と関わらない朝鮮軍司令官となったことについて辻政信は東亜連盟に熱心な板垣を東条が嫌ったためではないかと考えている。後半の1945年（昭和20年）4月、第7方面軍司令官に就任。ただし、上官である南方軍総司令官寺内寿一元帥陸軍大将が病気により執務ができない状態にあったため、実質的に板垣が総司令官代理の任を務めた。1945年9月12日、シンガポールでイギリス軍に対し、降伏文書に調印した。

### 戦後

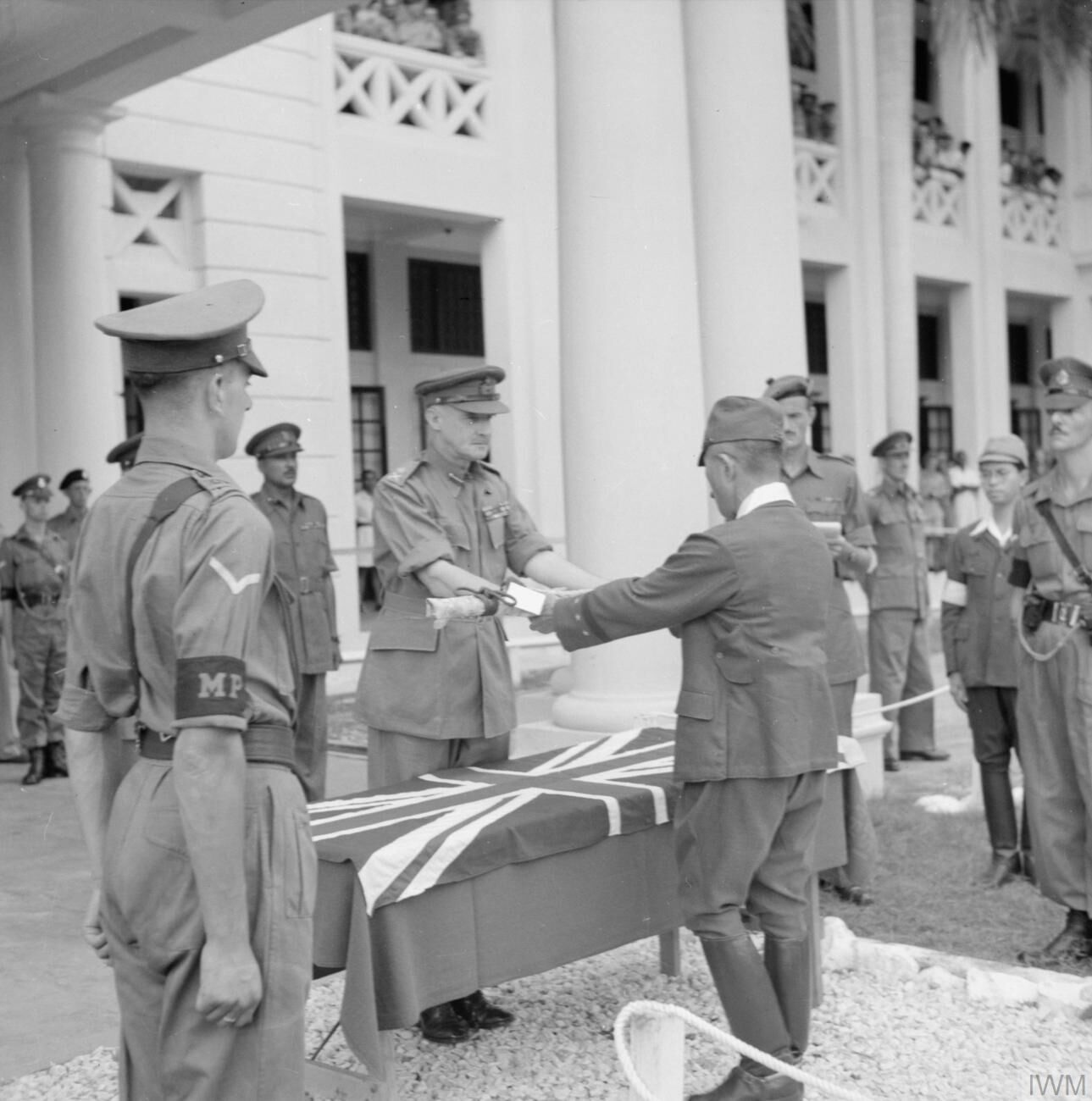
終戦時の降伏式典にて、その証として刀袋に入れた自身の軍刀をイギリス陸軍のメッサヴィー中将に手渡す板垣（クアラルンプール、1946年2月）

第7方面軍司令官としてシンガポールで終戦を迎え、イギリス軍に身柄を拘束された。その後連合国によりA級戦犯に指定され、極東国際軍事裁判開廷初日の1946年（昭和21年）5月3日に、空路東京へ移送された。裁判においては確定訴因10項目の内8項目を挙げられ、訴因1では「1928～1945に於ける戦争に対する共通の計画謀議」を、訴因29、31、32では米・英・蘭に対する太平洋戦争の遂行を、他に中国、ソ連、シンガポールにおける罪を問われ、死刑判決を受けた。
板垣本人は獄中に記した日記の中で「満洲事変記念日。噫、十七年前ノ今月今日、満洲事変ハ成功セリ。其後支那ニ手ヲ出シタノガ誤リ。万死ニ値ス」と記している。

### 死刑執行
死刑が宣告された後、板垣は教誨師の花山信勝に対して以下のように語った。
辞世の歌は、
1948年（昭和23年）12月23日、死刑執行。享年64（満63歳没）。1960年に殉国七士廟、1978年に靖国神社に合祀された。

## 人物評
- 関東軍時代に板垣の直属の部下となり、最期まで親交のあった片倉衷は、「知将タイプではなかったが、人心を把握する才能のある大人であり、政略家であった[34]」「小言に拘泥せず大器量の持ち主で、性格的にあらゆるものに淡白で、包容力のある気さくな人物であった。私の最も尊敬する将軍の一人である[35]」と評している。
- 第五師団司令部参謀であった美山要蔵は、板垣が太原作戦において北支那方面軍に具申せず、不拡大派であるかつての部下である参謀本部の石原・多田に対して圧力をかけて作戦を強行しようとしたことが、方面軍司令官の寺内寿一の心証を害し円滑な連携を欠いた原因ではないかとしている[36]。また編成班長として兵力削減の研究をしていた際、支那派遣軍総参謀長だった板垣に「こんなに戦線を、支那事変を拡大されるとどうにもなりませんね」と述べたところ、「兵は勢だ」と一喝されたという[37]。
- 支那派遣軍参謀であった岡田芳政は、酒井隆が「板垣という人は払われても払われても直突する。直突居士だ。」と評していたのを紹介し、桐工作で「満洲国承認は天皇陛下の御決定になったことで絶対に譲れない。『満洲国承認』とたった五文字ではないか」と条件を貫いた板垣の姿勢は、まさに直突居士であったと評している[38]。
- 支那派遣軍参謀副長で桐工作を担当した今井武夫は、桐工作については板垣が満洲国承認に固執したために失敗したと語っている[39]。また板垣を『帷幄の謀将』と評し、満洲事変、上海事変、綏遠事件や内蒙工作などは全て板垣が発動したものであるが、土肥原賢二ばかりで板垣が謀略家であることに関心を寄せないのは不思議であるとしている。また国際社会への重大な影響が予想されるにもかかわらず、満洲事変や上海事変、天津租界の封鎖を実行した決断力と胆力は尋常ではないと評している[40]。
- 企画院総裁であった鈴木貞一は、知者から見れば愚物と思われるが、軍人には珍しい包容力と度量があり、人間味溢れる肝の人であり西郷隆盛のような人物であったと評している。人徳があり部下にもよく慕われたが、部下を絶対に信頼してその責任を自らが全てとるため、板垣個人の考えと行動が矛盾して受けとられることがあると指摘している[41]。
- 何かと人を糾弾することの多い辻政信は板垣によく可愛がられていたが、辻の方でも板垣に大変なついており、第七方面軍司令に着任した際司令部に「不世出の名将を司令官に得てお目出度う」と書信を寄せている[42]。岡田芳政は「全軍広しと云えども、辻が本当に頭を下げた人は板垣だけだったと思う」と述べている。

## 親族
医学者の板垣政参は兄。元参議院議員の板垣正は次男。

## 年譜
- 明治18年（1885年）岩手県岩手町沼宮内に生まれる。
- 明治24年（1891年）沼宮内尋常小学校に入学。
- 明治26年（1893年）盛岡市仁王高等小学校に転校。
- 明治30年（1897年）岩手尋常中学校（現岩手県立盛岡第一高等学校）に入学。
- 明治32年（1899年）仙台陸軍幼年学校に入校。
- 明治34年（1901年）陸軍中央幼年学校に入校。
- 明治36年（1903年）陸軍士官学校に入校。
- 明治37年（1904年）
  - 10月 - 陸軍士官学校卒業（16期）。
  - 11月 - 歩兵として陸軍歩兵少尉に任官。歩兵第4連隊附。
  - 12月 - 日露戦争に従軍（～1906年1月）。
- 明治40年（1907年（明治40年）12月 - 陸軍歩兵中尉に昇進。
- 大正2年（1913年）8月 - 陸軍歩兵大尉に昇進。
- 大正5年（1916年）11月 - 陸軍大学校卒業（28期）。歩兵第4連隊中隊長。
- 大正6年（1917年）8月6日 - 参謀本部附仰附（昆明駐在）。
- 大正8年（1919年）
  - 4月 - 中支那派遣隊司令部附。
  - 7月 - 中支那派遣隊参謀。
- 大正9年（1920年）4月 - 陸軍歩兵少佐に昇進。
- 大正10年（1921年）4月 - 歩兵第47連隊大隊長。
- 大正11年（1922年）4月 - 参謀本部部員（支那課）。
- 大正12年（1923年）8月 - 陸軍歩兵中佐に昇進。
- 大正13年（1924年）6月 - 中国公使館附武官補佐官（北平駐在）。
- 昭和2年（1927年）
  - 5月28日 - 歩兵第33旅団参謀。
  - 7月 - 第10師団司令部附。
  - 9月 - 支那出張。
- 昭和3年（1928年）3月8日 - 陸軍歩兵大佐に昇進。歩兵第33連隊長。
- 昭和4年（1929年）5月14日 - 関東軍高級参謀。
- 昭和6年（1931年）10月5日 - 関東軍第2課長。
- 昭和7年（1932年）8月8日 - 陸軍少将に昇進。関東軍司令部附（満洲国執政顧問）。
- 昭和8年（1933年）2月8日 - ヨーロッパ出張。
- 昭和9年（1934年）
  - 8月1日 - 関東軍司令部附（満洲国軍政部最高顧問）。
  - 12月10日 - 関東軍参謀副長兼駐満大使館附武官。
- 昭和11年（1936年）
  - 3月23日 - 関東軍参謀長。
  - 4月28日 - 陸軍中将に昇進。
- 昭和12年（1937年）3月1日 - 第5師団長。5月8日 - 勲一等瑞宝章 叙勲
- 昭和13年（1938年）6月3日 - 第46代陸軍大臣兼対満事務局総裁
- 昭和14年（1939年）1月5日 - 第47代陸軍大臣。9月4日 - 支那派遣軍総参謀長。
- 昭和16年（1941年）7月7日 - 陸軍大将に昇進。朝鮮軍司令官。
- 昭和20年（1945年）
  - 2月1日 - 第17方面軍司令官（兼任）。
  - 4月7日 - 第7方面軍司令官。
- 昭和21年（1946年）
  - 4月 - 逮捕令。
  - 5月 - 予備役編入。
- 昭和23年（1948年）
  - 1月31日 - 公職追放仮指定を受けた[43]。
  - 12月23日 - 巣鴨プリズンにて絞首刑。

## 系譜
- 板垣氏（佐々木氏）　本姓清和源氏と称する。

家伝によれば、「板垣兼信の三男四郎義之が南部光行に従い、1191年（建久2年）甲斐国から陸奥国糠部に移った」という。その子孫板垣伴内が南部利直に仕え、政清の代より母方の姓佐々木氏を名乗る。以降代々盛岡藩士で、佐々木氏を称したが、1871年（明治4年）に本姓の板垣に復した。
```
 　　∴
 　板垣伴内（初代）
 　　┃
 　板垣伴内（二代目）
 　　┃
 　板垣甚内
 　　┃
 　板垣政次（萬右衛門）
 　　┣━━━━━━━━━┓
 　佐々木政清（甚内）　佐々木権右衛門（初代）
 　　　　　　　　　　　　┃
 　　　　　　　　　　　佐々木権右衛門（二代目）
 　　　　　　　　　　　　┃
 　　　　　　　　　　　佐々木権右衛門（三代目）※養子（実は蛇口孫四郎の弟、亥四郎）
 　　　　　　　　　　　　┃
 　　　　　　　　　　　佐々木登政（源吉）※養子（実は久保要作の三男、源吉）
 　　　　　　　　　　　　┃
 　　　　　　　　　　　板垣政純（直作、号桑蔭）
 　　　　　　　　　　　　┃
 　　　　　　　　　　　板垣政徳（太郎、郡長、女学校長）
 　　┏━━━━┳━━━━┻━━━┳━━━━━┓
 　板垣政一　板垣政参（医師）　板垣征四郎　板垣盛（海軍少将）
 　　┃　　　　　　　　　┏━━━┫
 　板垣賛造　　　　　　　男　　板垣正（国会議員）
 　　┃
 　板垣進吾
 　　┃
 　　女

```

## 栄典
- 1904年（明治37年）12月8日 - 正八位[44][45]
- 1908年（明治41年）3月20日 - 従七位[44][46]
- 1913年（大正2年）5月20日 - 正七位[44][47]
- 1918年（大正7年）7月10日 - 従六位[44][48]
- 1923年（大正12年）8月6日 - 正六位[44][49]
- 1928年（昭和3年）4月16日 - 従五位[44][50]
- 1932年（昭和7年）9月1日 - 正五位[44][51]
- 1936年（昭和11年）6月1日 - 従四位[44][52]
- 1938年（昭和13年）6月15日 - 従三位[44][53]
- 1941年（昭和16年）8月1日 - 正三位[44]

勲章等
- 1906年（明治39年）4月1日 - 勲六等単光旭日章・明治三十七八年従軍記章[44]
- 1914年（大正3年）5月16日 - 勲五等瑞宝章[44][54]
- 1920年（大正9年）
  - 6月25日 - 勲四等瑞宝章[44][55]
  - 11月1日 - 大正三年乃至九年戦役従軍記章[44]
- 1927年（昭和2年）6月30日 - 勲三等瑞宝章[44][56]
- 1934年（昭和9年）2月7日 - 勲二等瑞宝章[44][57]
- 1934年（昭和9年）4月29日 - 功三級金鵄勲章・旭日重光章・昭和六年乃至九年事変従軍記章[44]
- 1937年（昭和12年）
  - 5月8日 - 勲一等瑞宝章[44][58]
  - 7月7日 - 旭日大綬章・昭和六年乃至九年事変従軍記章[44]
- 1940年（昭和15年）
  - 4月29日 - 功二級金鵄勲章・支那事変従軍記章[44]
  - 8月15日 - 紀元二千六百年祝典記念章[59]

外国勲章佩用允許
- 1934年（昭和9年）5月9日 - 満州帝国：勲一位景雲章[60]
- ドイツ鷲勲章大十字章 - 1940年（昭和15年）2月27日[61]
- 1943年（昭和18年）
  - 4月6日 - 満州帝国：勲一位龍光大綬章[62]
  - 7月14日 - 中華民国：特級同光勲章[63][64]